# Eric Joldersma
Eric Joldersma, né le 28 octobre 1977 à Grand Rapids (Michigan, États-Unis) est un ancien joueur de basket-ball franco-américain  .
Il mesure 1,98 m et évoluait au poste d'ailier. Il passa l'ensemble de sa carrière dans les différents championnats français (NM1, Pro B et Pro A). 
Il possédait un tir peu académique ce qui ne l'a pas empêché d'être considéré comme l'un des meilleurs shooteurs de Pro B.
Il s'est reconverti en visiteur médical aux États-Unis.

## Clubs Successifs
- 1999 - 2000 :  Prissé-Macon NM1
- 2000 - 2001 :   Entente Orléanaise NM1
- 2001 - 2002 :  Reims Champagne Basket Pro B
- 2002 - 2003 :  ALM Évreux Basket Pro B
- 2003 - 2004 :  Maurienne Pro B
- 2004 - 2007 :  Saint-Quentin Basket Pro B
- 2007 - 2008 :  BCM Gravelines-Dunkerque Pro A
- 2008 - 2009 :  Saint-Étienne Basket Pro B
- 2009 - 2011 :  Aix-Maurienne Savoie Basket Pro B